# 장탕
장탕(張湯, ? ~ 기원전 116년)은 전한 중기의 관료로, 우내사 두현(杜縣) 사람이다.

## 생애
무제 때 정위·어사대부 등의 직책을 역임하였다. 일찍이 조우와 함께 율령을 정비하고, 피폐(皮幣)·백전폐(白全幣)·오수전의 제조를 건의하고, 염철 전매정책을 강력하게 지지하였으며, 고민령(告緡令)을 제정하였다. 당시의 승상과 그의 상급자들이 모두 무능했던 탓에 사실상 그가 조정의 모든 대사를 좌지우지하였고 황제의 신임역시 대단하였다. 그러나 후에 상인들과 짜고 부정이득을 취하였다는 소문으로 기소되어 재판을 받게 되었으나 이를 불명예로 여겨 자결하였다. 이것은 당시 그의 권력에 불만을 품은 주매신 등 승상부의 일부 비서관들의 참언으로 드러났고, 무제는 격노하여 그들을 즉시 처형하고 당시 승상이였던 장청적에게는 자결을 명하였다. 이후 무제는 장탕의 아들인 장안세를 후하게 대접하여 전한 말까지 명문 귀족으로써의 체면을 지켜나가도록 배려하였다.

## 가계
- 장탕
  - 장하
  - 장안세
  - 장앙